# Chicago Blackhawks
Chicago Blackhawks er et professionelt ishockeyhold der spiller i den bedste nordamerikanske række NHL. Klubben spiller sine hjemmekampe i United Center i Chicago, Illinois. Klubben blev stiftet i 1926 og regnes for at være blandt Original Six. Klubben har vundet Stanley Cuppen 6 gange, senest i sæsonen 2014-2015.

## Nuværende spillertrup
Målmænd
- 40  Ray Emery
- 50  Corey Crawford

Backer
- 2  Duncan Keith – A
- 4  Niklas Hjalmarsson
- 5  Steve Montador Skadet
- 6  Sean O'Donnell
- 7  Brent Seabrook – A
- 8  Nick Leddy
- 20  Sami Lepisto
- 27  Johnny Oduya
- 34  Dylan Olsen

Forwards
- 10  Patrick Sharp – A
- 13  Daniel Carcillo Skadet
- 15  Andrew Brunette
- 16  Marcus Kruger
- 17  Brendan Morrison
- 19  Jonathan Toews – C
- 22  Jamal Mayers
- 25  Viktor Stalberg
- 29  Bryan Bickell
- 36  David Bolland
- 39  Jimmy Hayes
- 45  Adam Berti
- 52  Brandon Bollig
- 55  Andrew Shaw
- 67  Michael Frolik
- 81  Marián Hossa
- 88  Patrick Kane

## 'Fredede' numre
- 1 Glenn Hall, G, 1957-67, nummer fredet 20. november, 1988
- 3 Keith Magnuson, D, 1969-80, nummer uofficielt fredet
- 9 Bobby Hull, LW, 1957-72, nummer fredet 18. december, 1983
- 18 Denis Savard, C, 1980-90 & 1995-97, nummer fredet 19. marts, 1998
- 21 Stan Mikita, C, 1958-80, nummer fredet 19. oktober, 1980
- 35 Tony Esposito, G, 1969-84, nummer fredet 20. november, 1988
- 99 Wayne Gretzky, nummer fredet i hele NHL 6. februar, 2000